# نادي غوريسا لكرة السلة
نادي غوريسا لكرة السلة هو فريق كرة سلة كرواتي للمحترفين تأسس في سنة 1969 يقع مقره في فليكا غوريسا، كرواتيا. ينافس في الدوري الكرواتي لكرة السلة الدرجة الأولى. من أبرز اللاعبين الذين لعبوا معه ماريو كاسون.

## وصلات خارجية
- الموقع الرسمي